# Bäckahästen

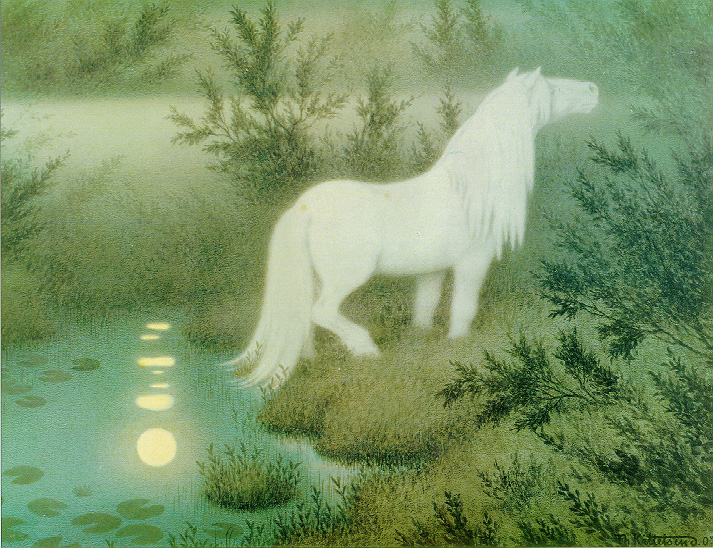
Näck in Pferdegestalt (Zeichnung von Theodor Kittelsen, 1907)

Bäckahästen (schwedisch, von bäck „Bach“ und hästen „das Pferd“) ist im schonischen Volksglauben der Geist eines Baches oder der Näck in Pferdegestalt. Es kann mit den Wasserpferden aus der keltischen Mythologie wie dem schottischen Each Uisge, dem schottisch-irischen Kelpie oder dem walisischen Ceffyl dŵr verglichen werden.

## Erscheinungsbild
Das Bäckahäst ist ein hinterhältiges Raubtier, das an Bächen, Flüssen und Seen lauert, wo es Reiter und andere Pferde ins Wasser zieht, um sie zu ertränken. Es zeigt sich als stattlicher Hengst, meist weiß schimmernd, aber sein Fell kann auch apfelgrau, schwarz oder blau changieren. Sein Maul ist voller scharfer Fangzähne. Es verhält sich meist wie ein Wassermann (schwedisch näck). Daher stammt auch die manchmal auftretende Vorstellung, dass es der Näck in Verkleidung sei.

## Schwedischer Volksglaube

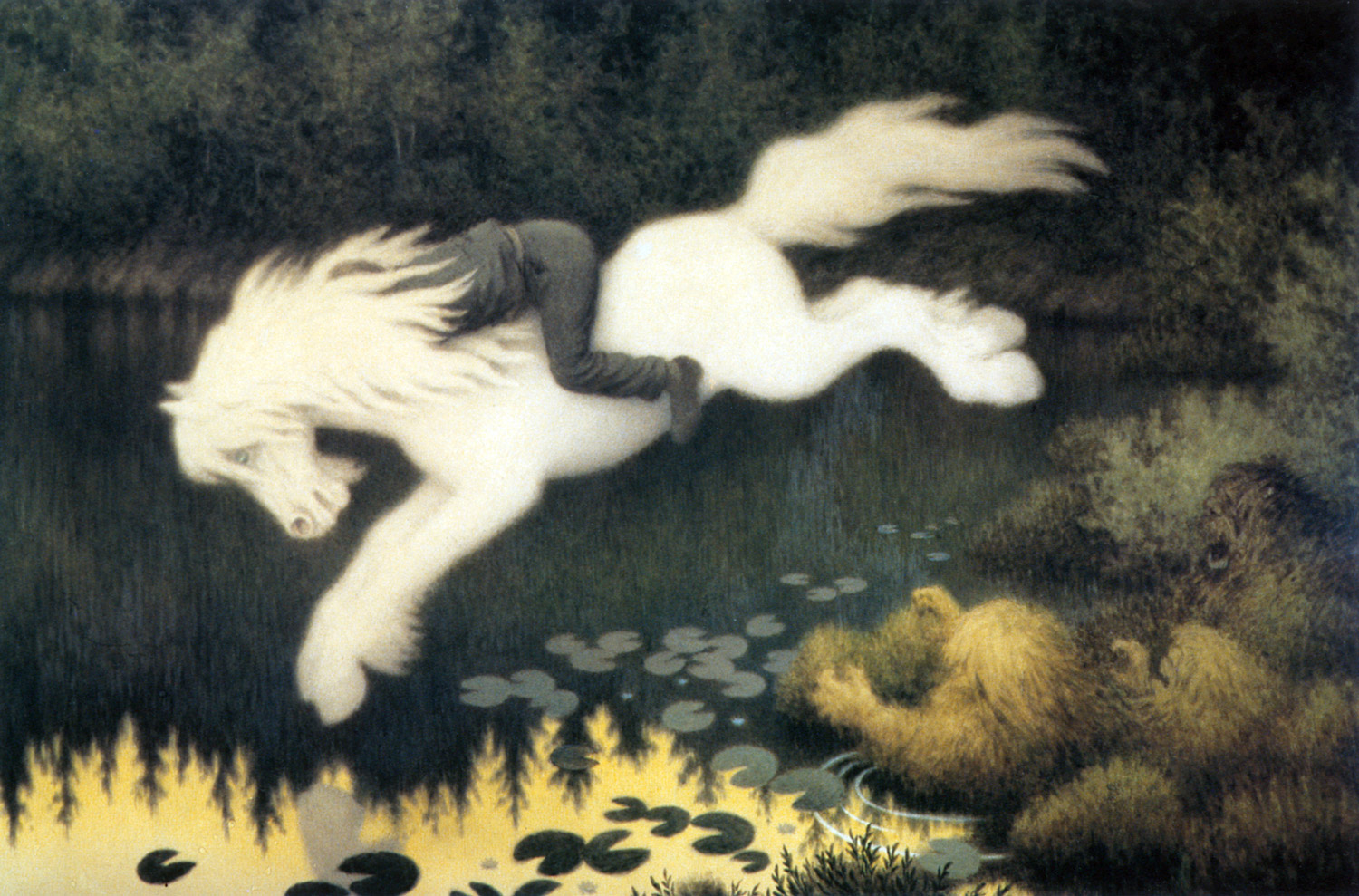
Bäckahästen entführt ein Kind (Zeichnung von Theodor Kittelsen, um 1900)

### Bäckahästund Kinder
Im schwedischen Volksglauben wird berichtet, dass das Bäckahäst ein weißes, großes und anmutiges, aber wildes Pferd ist, das Kinder dazu verführt, auf seinem Rücken zu reiten, um sie dann im Wasser zu ertränken. Die Kinder glauben, weil das Pferd so schön aussieht, dass sie auf dem Tier reiten können. Die Anzahl der Kinder spielt dabei keine Rolle, da der Pferderücken immer länger wird, je mehr Kinder sich auf das Untier setzen. Wenn man ein Bäckahäst daran hindern will, Kinder zu ertränken, soll man ein Stück Stahl zwischen das Pferd und das Wasser werfen. Dann kann das Pferd nicht seinen geplanten Weg nehmen und seine Macht ist gebrochen. Eine andere Möglichkeit, dem Untier zu entkommen, besteht darin, dass ein Kind das christliche Wort „Kreuz“ ausruft, woraufhin das Pferd die Kinder abwirft und verschwindet.

### Bäckahästund Bauern
Im schwedischen Volksglauben wird weiter berichtet, dass das Bäckahäst einem Bauern erlaubte, es vor den Pflug zu spannen, um ihm als ausgezeichnetes Ackerpferd zu dienen. Wenn der Abend kam und das Schuften ein Ende genommen hatte, sprang das Pferd mit wieherndem Gelächter wieder in das Wasser zurück und versuchte, den Bauern mitzureißen. Der Hengst war durch den Stahl im Pferdegeschirr während der Tagesarbeit gebändigt worden.